# Juan Postigos

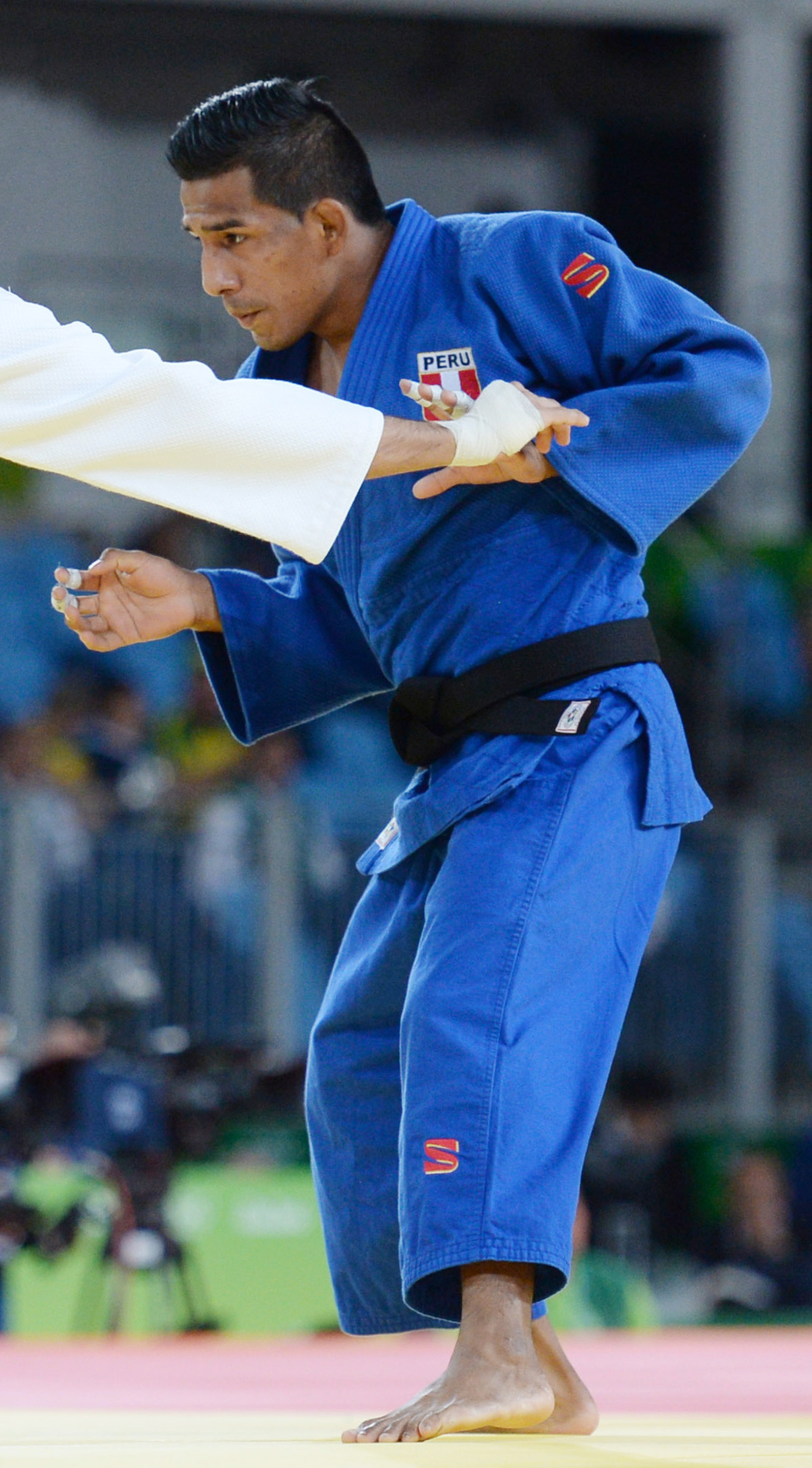
Juan Postigos bei den Olympischen Spielen 2016

Juan Miguel Postigos Acuña (* 13. Mai 1989 in Lima) ist ein peruanischer Judoka.

## Sportliche Karriere
Der 1,60 m große Juan Postigos kämpfte von 2006 bis 2016 im Superleichtgewicht, der Gewichtsklasse bis 60 Kilogramm. 2006 war er Dritter der U20-Südamerikameisterschaften. 2008 und 2009 war er Südamerikameister in der Erwachsenenklasse, 2010 gewann er bei den Südamerikaspielen. Im gleichen Jahr war er Dritter bei den Panamerikameisterschaften. Im Jahr darauf war er Dritter der Südamerikameisterschaften und bei den Panamerikanischen Spielen. 2012 trat Postigos bei den Olympischen Spielen in London an und schied in seinem ersten Kampf gegen den Italiener Elio Verde aus.
2014 unterlag Postigos im Finale der Südamerikaspiele dem Brasilianer Breno Renan. 2015 belegte er sowohl bei den Panamerikameisterschaften als auch bei den Panamerikanischen Spielen den fünften Platz. 2016 wurde er Dritter der Panamerikameisterschaften. Bei den Olympischen Spielen 2016 in Rio de Janeiro schied er wie vier Jahre zuvor in seinem ersten Kampf aus, diesmal gegen Orxan Səfərov aus Aserbaidschan.
Nach den Olympischen Spielen wechselte Postigos ins Halbleichtgewicht, die Gewichtsklasse bis 66 Kilogramm. In seiner neuen Gewichtsklasse wurde er 2017 Dritter der Panamerikameisterschaften. 2019 gewann er bei den Panamerikameisterschaften die Silbermedaille hinter dem Brasilianer Daniel Cargnin. Bei den Panamerikanischen Spielen belegte Postigos 2019 den fünften Platz. 2021 gewann er wieder eine Bronzemedaille bei den Panamerikameisterschaften. Bei den Olympischen Spielen in Tokio schied er in seinem ersten Kampf gegen den Australier Nathan Katz aus.
2022 erreichte Postigos das Finale bei den Panamerikanischen Meisterschaften und unterlag dann dem Brasilianer Eric Takabatake. Bei den Panamerikanischen Spielen 2023 wurde Postigos Fünfter. Im April 2024 erreichte er wieder das Finale der Panamerikameisterschaften, er gewann Silber hinter dem Brasilianer Willian Lima. Bei den Olympischen Spielen in Paris verlor Postigos seinen Auftaktkampf gegen den Italiener Matteo Piras.